# 斉田季実治
斉田 季実治（さいた きみはる、1975年10月3日 - ）は、日本の気象予報士、防災士。ヒンメル・コンサルティング代表取締役。

## 来歴・人物
林野庁に勤務していた父は転勤が多く、東京、秋田、大阪、熊本と引っ越しを重ね、小学校は4校に通った。だが、スポーツが得意だったこともあり、どこでも早く溶け込むことができた。
全国を転々としたが、一番長く熊本に住み、熊本県立済々黌高等学校を経て、住んだことのない土地に行きたいと思い、北海道大学水産学部に入学。高校からラグビーを始め、大学時代は2団体に所属した。2年の時、練習船に2週間乗船する航海実習に臨むが、この経験が気象予報士を目指すきっかけとなり、1回目の受験では不合格だったが、3年の時、2回目で合格する。
大学卒業後、北海道文化放送（UHB）に入社。事業部を経て報道記者となる。その折に医療裁判ドキュメンタリーの製作に携わったことを機に、かねてから抱いていた医師への夢が再燃。医学部入学を目指しUHBを退社する。しかし、2度受験に失敗したため、金銭面の問題などから再受験を断念。民間の気象会社に転職し、業務用の気象予測など担った。
29歳の時、気象キャスターへの転身を決意。九州での修行時代は、NHK福岡放送局に出演する吉竹顕彰を師と仰ぎ、多い時で週3回の酒席も「補習授業」と思って参加し、何でも質問した。
2006年からNHK熊本放送局の気象キャスターを3年半務め、2010年に東京の気象キャスターオーディションに合格。以来、主に平日夜間のNHKの報道番組で活動している。
2021年5月から放送開始のNHK朝の連続テレビ小説『おかえりモネ』では、ドラマ内の「気象考証」を担当する。また、ドラマ内の社内コンペの審査員として登場した。
2018年に気象・防災関連のコンサルティングなどを行う株式会社ヒンメル・コンサルティングを設立し、代表取締役に就任。防災には家族の話し合いが必要と考え、未来を見据えて行動するスキルを「ヒンメルカレッジ」で伝えている。
また、ABLab宇宙天気プロジェクトマネージャ、宇宙天気ユーザー協議会アウトリーチ分科会会長として、文明進化型の新たな災害に備える取り組みを進めている。NPO法人気象キャスターネットワーク会員。

## 出演番組

### 現在

#### 定期出演
- ニュースウオッチ9（NHK東京、2016年度 - ）

#### 不定期出演
- NHKニュース7
- 明日をまもるナビ「教えて!斉田さん」（NHK総合）[注 1]

### 過去
- ひのくにYOU（NHK熊本、2006年度）
- クマロク!（NHK熊本、2007年度 - 2009年度）
- NHKニュース24（NHK東京、2010年度 - 2011年度）
- NEWS WEB 24[注 2]（NHK東京、2012年度）
- 首都圏ニュース845（平日）、ニュース845（土日以外の祝日）（NHK東京、2010年度 - 2014年度）[注 3]
- NEWS WEB（NHK東京、2013年度 - 2015年度）
- 気象情報
  - （平日19:58）（NHK東京、2015年度）
  - （全国・関東ローカル）（11:54 - 12:00）（2023年10月6日：佐藤公俊の代理）
- さし旅「雨マニアと巡る"梅雨乗り切れ!"ツアー」（NHK総合、2018年6月2日 20:15 - 20:45）
- NHKニュース7（NHK総合、2021年1月12日 - 3月19日、4月26日 - 6月18日の平日、週前半）[注 4]
- あさイチ「9月は台風シーズン・水害から身を守るには?」（NHK総合、2021年9月6日）
- サラメシ（NHK総合、2021年9月28日）

## 著書
- いのちを守る気象情報（NHK出版、2013年5月8日）ISBN 978-4-14-088404-1
- 知識ゼロからの異常気象入門（幻冬舎、2015年5月26日）ISBN 978-4-344-90295-4
- 新・いのちを守る気象情報（NHK出版、2021年5月11日）ISBN 978-4-14-088654-0
- 空を見上げてわかること 身近だけど知らない気象予報士（PHP研究所、2022年4月13日）ISBN 978-4-569-88050-1

### 監修
- 天気のふしぎえほん（PHP研究所、2017年3月17日）ISBN 978-4-569-78644-5